# Bruno Lerho
Bruno Lerho (* 29. November 1936 in Aachen; † 16. März 2020 in Aachen) war ein deutscher Heimatkundler und Autor.

## Leben und Wirken
Lerho wurde 1936 im Aachener Marianneninstitut geboren und wuchs im Aachener Westviertel auf. Hauptberuflich war er als Postbeamter tätig und beschäftigte sich privat vor allem mit der Aachener Heimatgeschichte. Dazu schrieb er seit 1962 als Freier Mitarbeiter für die Aachener Nachrichten zunächst zahlreiche Zeitungsartikel und verfasste ab den 1990er-Jahren mehrere Bücher über das alte Aachen. So entstanden seine Werke über die Stadtmauer Aachen mit ihren Türmen und Toren, über alte Aachener Wohnbauten, über Aachener „Originale“ und über einzelne alte Geschichten aus Aachen und den benachbarten Ortsteilen. Ein Großteil seiner Publikationen wurde von dem Diplomingenieur Werner Kortsch (* 1938) illustriert.
Ein weiteres Steckenpferd Lerhos war sein Interesse für die Indianer. Seit seiner Kindheit beschäftigte er sich mit diesen Völkern des Alten Amerikas und wurde 1983 von einem Indianerstamm in Idaho „adoptiert“. Zu diesem Thema organisierte er sieben Ausstellungen, unter anderem in der Stadtbibliothek Aachen, in deren Rahmen dem Besucher der „weiße Einfluss“ auf die Kultur und Handwerkskunst der Prärie-Indianer und anderer Indianerstämme Nordamerikas präsentiert wurde.

## Schriften (Auswahl)
- Stadttore und Türme der zweiten Aachener Stadtmauer. Mit Zeichnungen von Werner Kortsch, Meyer & Meyer, Aachen 1995, ISBN 978-3-89124-260-5
- Alte Aachener Bauten, Meyer & Meyer, Aachen 1996, ISBN 978-3-89124-277-3
- Aachener Originale. Mit Zeichnungen von Werner Kortsch, Meyer & Meyer, Aachen 1996, ISBN 978-3-89124-278-0
- Aachen – in alten Zeiten. Personen, Orte, Gebäude & „Ammeröllschere“, Helios Verlag,
  - Band 1, Aachen 1997, ISBN 978-3-925087-82-0
  - Band 2, Aachen 2003, ISBN 978-3-933608-80-2
- Alt-Aachener Wohnbauten : ihre Geschichte, Einrichtungen und Bewohner, Helios Verlag, Aachen 1998 ISBN 978-3-925087-93-6
- Damals in ... Aachen, Burtscheid, Forst, Helios Verlag, Aachen 2001, ISBN 978-3-933608-37-6
- Öcher Orrejenaale : Aachener Käuze und Sonderlinge aus zwei Jahrhunderten. Mit Zeichnungen von Werner Kortsch, Helios Verlag, Aachen 2003, ISBN 978-3-933608-66-6
- Die große Aachener Stadtmauer mit Toren und Türmen, Helios Verlag, Aachen 2006, ISBN 978-3-938208-37-3